# Český svaz aerobiku
Český svaz aerobiku (ČSAE, oficiálním názvem: Český svaz aerobiku, fitness a tance FISAF.CZ), je organizace zabývající se zdravým stylem života[zdroj?], která zároveň vysílá i české reprezentanty a členy tohoto svazu na mezinárodní soutěže, jako je např. mistrovství Evropy či světa. Český svaz aerobiku vznikl roku 1992 a pomohl aerobiku se rozšířit v České republice.

## Historie
Český svaz aerobiku vznikl v roce 1992. První prezidentkou svazu se stala Jitka Polášková. Svou funkci ve svazu opustila v září 2010 a nahradila ji Jana Havrdová. Ta vyhrála roku 1992 Miss cvičitelku československého sportu. Za svou aerobikovou kariéru několikrát dosáhla na nejvyšší příčky mistrovství ČR, Evropy i světa.

### Prezidentky
- Jitka Polášková (1992 — září 2010)
- Jana Havrdová (2010—)

## Oblasti činnosti

### Vzdělávání
Český svaz aerobiku je součástí organizace FISAF (tj. Mezinárodní federace sportu, aerobiku a fitness), a proto i v Česku funguje Mezinárodní škola FISAF. Ta je akreditovaná českým ministerstvem školství, mládeže a tělovýchovy.
Svaz každoročně pořádá rozličné kurzy pro budoucí trenéry. Aby se trenér dostal na nejvyšší vrchol, musí projít několika úrovněmi kurzů. Kurzy jsou otevřeny i široké veřejnosti. Po absolvování kurzu a úspěšnému složení zkoušek obdrží trenér certifikát trenéra příslušné třídy a typu cvičení, platný ve všech zemích registrovaných pod hlavičkou FISAF.
Trenéři mají možnost obdržet přes Mezinárodní školu FISAF i osvědčení o rekvalifikaci.
Mezi další typy vzdělávání patří workshopy, kurzy rozhodčích, semináře, mezinárodní fitness convention a jiné další akce.

### Soutěže
Na soutěže ČSAE smí pouze závodníci patřící pod tento svaz (s výjimkou aerobic master classů, kam mohou i neregistrovaní závodníci, ale musí platit vyšší startovné).

#### Aerobic master class
Věkové minimum členů master classů je 5 let. Kategorie jsou rozděleny podle věku do kategorií mini, kadet, junior a senior. Každým rokem jsou pořádané v několika městech ČR postupové aerobic master classy, které jsou kvalifikací pro Mistrovství České republiky v aerobic master classu. Na aerobic master classech musí vždy předcvičovat pouze kvalifikovaní instruktoři aerobiku.

#### Individual trophy
Individual trophy je obdobou aerobic master classu. Věkové minimum je 17 let a mezi závodníky mohou být jak profesionálové, tak amatéři. Individual trophy je na úrovni „mistrovství ČR“, na které se závodníci přihlašují sami a bez předešlé kvalifikace Závodníci od 17 let mohou závodit i na postupových aerobic master classech, nesoutěží o postupová místa ale pouze o první příčky a poté se znovu musí registrovat na celorepublikové individual trophy.

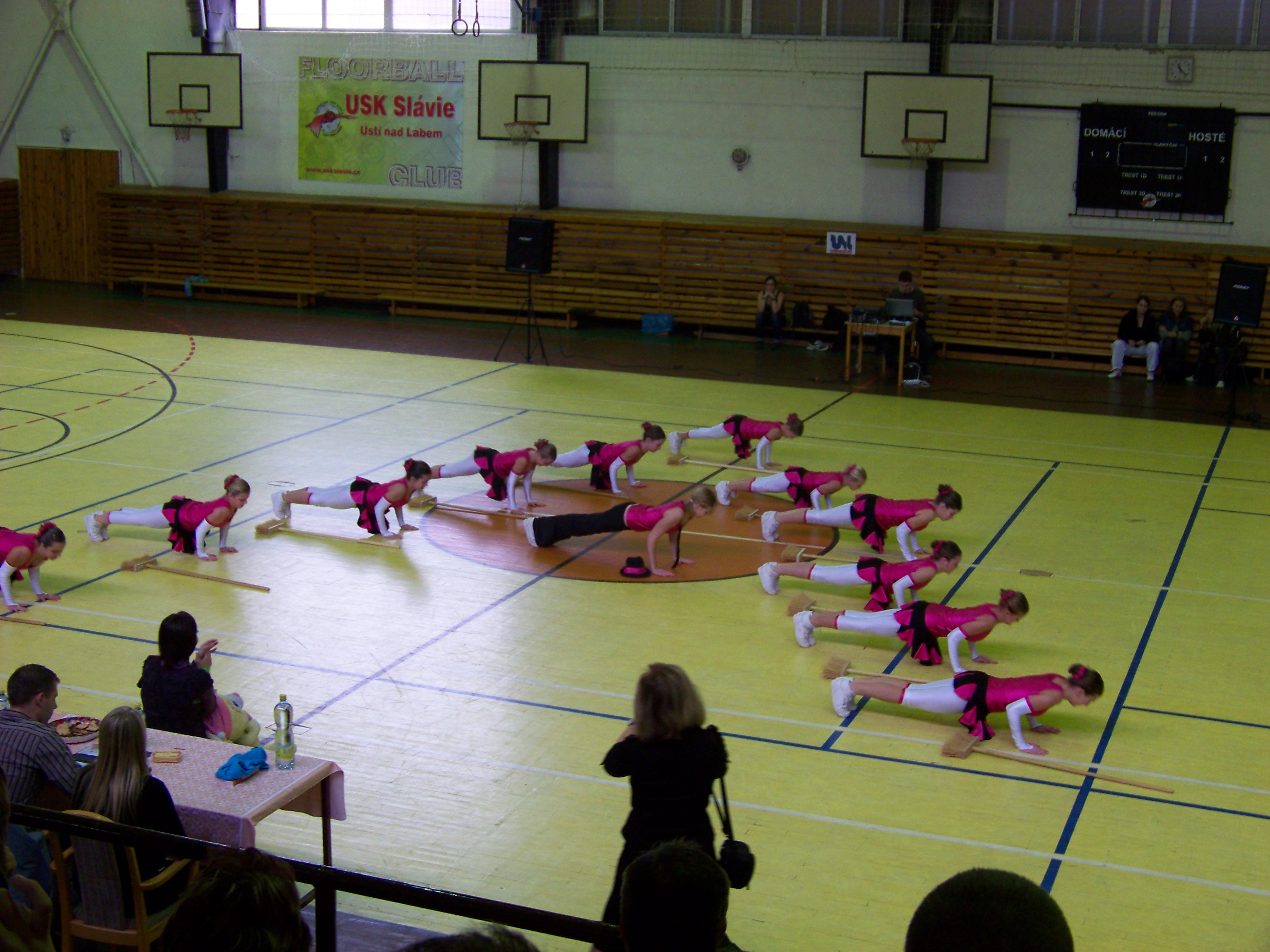
Aerobic team show

#### Aerobic team show & basic team show
Aerobic team show i basic team show jsou soutěže pódiových skladeb. U aerobic team show je využíváno různých pomůcek a sestavy mají svá témata. Musí vynikat a být originální, přesto přesné a čisté. Jsou předváděny různé formy aerobiku. Basic team show jsou pak soutěže obdobného typu jako aerobic team show, ale pro začátečníky.

#### Soutěže fitness týmů
Soutěže fitness týmů jsou vrcholové soutěže, ve kterých se pořádají mistrovství republiky, Evropy i světa. Dělí se dále na tři následující složky.

##### Fitness aerobic
Soutěže ve fitness aerobiku jsou vrcholné soutěže aerobikových skupin. Počet závodnic je většinou osm, ale obecně jich může být 6–8. Sestavy obsahují četné prvky sportovního aerobiku. Sestava musí být přesná, rychlá, sehraná a čistě provedená. Důraz se klade na mrštnost, flexibilitu a spolupráci s týmem.

##### Step aerobic
Soutěže step aerobiku jsou obdobné jako u fitness aerobiku, s důrazem na využití stepů, na němž jsou prováděny cvičební prvky. Step aerobic také obsahuje prvky sportovního aerobiku, které však nejsou tak četné.

##### Hip hop
Hip hop v kategorii fitness nefiguruje dlouho. Jedná o úplně jinou formu cvičení, spíš o tanec. Hip hopové sestavy ale podléhají všem pravidlům fitness soutěží ČSAE a FISAFu.

#### Welness týmy
Welness jsou soutěže v pohybových skladbách a dovednostních disciplínách. Dělí se na klasický welness aerobic a welness step aerobic. Jsou to soutěže pořádané pro začátečníky a dělí se na věkové kategorie (mladší školní věk, starší školní věk, dorost, senior). Počet závodníků může být 6–10.

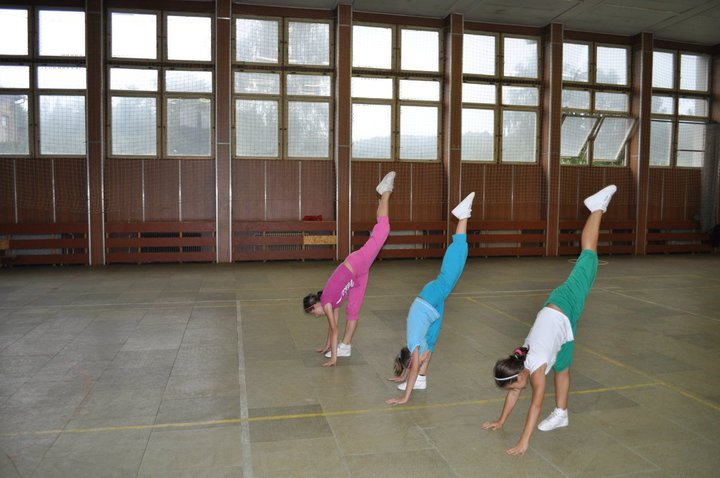
Sportovní aerobik

#### Sportovní aerobic
Sportovní aerobik je, stejně jako u fitness týmů, vrcholová disciplína, ve které se pořádají mistrovství. Závodit mohou jednotlivci, páry a trojice. Sportovní aerobic je více zaměřený na sílu, důležitou roli však hraje i flexibilita.

### Další činnosti
Český svaz utváří reprezentaci ČR, která pak závodí na mezinárodních soutěžích. Reprezentace ČR každoročně sklízí ve světě obrovské úspěchy, dosahuje na nejvyšší stupně mistrovství světa – jako například Denisa Barešová , Fitness Center Báry a Hanky Šulcové[zdroj⁠?!],Aerobic club dream. dále pořádá soustředění pro závodníky ČSAE nebo třeba mezinárodní závody open, cup a grand prix.